# 4242 Brecher
4242 Brecher este un asteroid din centura principală, descoperit pe 28 martie 1981 de Harvard Observatory.